# 府中郵便局
府中郵便局（ふちゅうゆうびんきょく）は、広島県府中市にある郵便局。民営化前の分類では集配普通郵便局であった。

## 概要
住所：〒726-8799 広島県府中市元町458-4

### 出張所（局外ATM）
民営化前は以下の場所に出張所としてATMを設置していた。現在も同じ場所にATMがあるが、管理はゆうちょ銀行広島支店となっている。
- 府中天満屋内出張所

## 沿革
- 1872年（明治5年）旧1月 - 府中郵便取扱所として開設[1]。
- 1875年（明治8年）1月1日 - 府中郵便局（五等）となる。
- 1879年（明治12年）11月11日 - 為替取扱を開始。
- 1881年（明治14年） - 貯金取扱を開始。
- 1894年（明治27年）2月16日 - 府中郵便電信局となる。
- 1903年（明治36年）4月1日 - 通信官署官制の施行に伴い府中郵便局となる。
- 1953年（昭和28年）5月 - 局舎新築落成。
- 1956年（昭和31年）10月1日 - 電話通話および和文電報受付事務の取扱を開始[2]。
- 1983年（昭和58年）2月7日 - 府中市府中町から、同市元町に局舎を新築、移転。
- 1998年（平成10年）9月1日 - 外国通貨の両替および旅行小切手の売買に関する業務取扱を開始。
- 2006年（平成18年）10月16日 - 協和郵便局（〒729-3299→〒729-3211）から集配業務を移管[3]。
- 2007年（平成19年）10月1日 - 民営化に伴い、併設された郵便事業府中支店に一部業務を移管。
- 2012年（平成24年）10月1日 - 日本郵便株式会社発足に伴い、郵便事業府中支店を府中郵便局に統合。

## 取扱内容
- 郵便、印紙、ゆうパック、内容証明
- 貯金、為替、振替、振込、国際送金、国債、投資信託
- 生命保険、バイク自賠責保険、自動車保険
- ゆうちょ銀行ATM
- 府中市内の一部地域（〒726-00xx、726-85xx、726-86xx、726-87xx、729-32xx）の集配業務
- ゆうゆう窓口

## 周辺
- 府中市文化センター
- 両備信用組合本店
- 国道486号
- 芦田川

## アクセス
- JR福塩線 府中駅から徒歩約4分
- 中国バス 府中郵便局前停留所下車（御調・上下方面は当停留所を起終点とするものが多い）
- 山陽自動車道 福山東ICから北西へ約17km
- 駐車場あり：28台